# Mikel Garitaonandia
Mikel Garitaonandia Larrinaga (17 de diciembre de 1984) más conocido como Garita, es un entrenador español de baloncesto, que actualmente dirige al Club Melilla Baloncesto de la Liga LEB Plata.

## Trayectoria
Garita comenzó su carrera como entrenador con apenas 26 años, siendo ayudante de Unai Zamalloa en el Zornotza Saskibaloi Taldea de Liga EBA en la temporada 2010-11, cargo en el que estuvo durante dos temporadas.
En la temporada 2012-13, se convierte en entrenador del primer equipo del Zornotza Saskibaloi Taldea de Liga EBA y en su primera temporada en el cargo, logra el ascenso a Liga LEB Plata.
El 13 de marzo de 2022, logra la Copa LEB Plata, el primer título oficial de su historia tras vencer en el Polideportivo Larrea al Club Bàsquet Sant Antoni por 66 a 64.
En la temporada 2022-23, se cumpliría su décima temporada al frente del club zornotzarra.
El 7 de julio de 2024, firma por el Club Melilla Baloncesto de la Liga LEB Plata.

## Clubs
- 2012-2024. Zornotza Saskibaloi Taldea. Liga EBA / Liga LEB Plata
- 2024-actualidad. Club Melilla Baloncesto. Liga LEB Plata.

## Títulos
- 2022 Copa LEB Plata